# Columna (película)
Columna es una película de drama histórico rumana de 1968 dirigida por Mircea Drăgan. La película fue seleccionada como la entrada rumana a la Mejor Película de habla no inglesa en la 41.ª edición de los Premios de la Academia, pero no fue nominada.
La acción comienza cerca del final de las Guerras Dacias de Trajano (106 d.c), cuando el suroeste de Dacia se transformó en una provincia romana: Dacia romana. Cubre los años posteriores a la guerra, incluidos los inicios de la romanización y la etnogénesis rumana, la construcción de Ulpia Traiana Sarmizegetusa, la resistencia de los dacios libres y las primeras invasiones bárbaras.

## Argumento

### Parte 1
Cuando los romanos bajo Trajano toman la capital de Dacia, Sarmizegetusa, el rey de Dacia Decebalo y sus seguidores más cercanos se ven obligados a retirarse. Trajano toma el mando de la ciudad y ordena a uno de sus oficiales, Tiberio, que persiga al rey derrotado. En una cueva, Decebalus reflexiona sobre su derrota y le dice a su devoto partidario Gerula que el pueblo dacio debe seguir resistiendo. Tiberius y sus hombres alcanzan a Decebalus y Gerula. Decebalus se suicida para evitar ser capturado. Para horror de Gerula, Tiberio le corta la cabeza y la mano derecha a Decébalo como trofeos para llevárselo a Trajano. Mientras regresan al campamento romano, Gerula escapa. Reúne a un grupo de dacios y los lleva a una parte de la tierra que aún no está bajo el control romano.
En Sarmizegetusa, Trajano ordena a Tiberio que permanezca en Dacia y presida la romanización del territorio, construyendo fortificaciones, monumentos de la victoria y asentamientos romanos. Tiberius inicialmente encuentra la resistencia de la gente local, pero se gana al influyente jefe local Ciungu cuando muestra clemencia a su hijo rebelde. Uno de los centuriones romanos, Sabino, se enamora de una mujer local, devota del dios dacio Zalmoxis. Se vuelven amantes.
Los romanos parecen estar construyendo una comunidad exitosa, pero cerca, en un lugar secreto, Gerula está entrenando a dacios libres, incluido el nieto de Decebalus, para lanzar una nueva campaña para destruir a los romanos y restaurar el reino de Dacia. Sabinus descubre accidentalmente el campamento libre de Dacia, y ocurre un enfrentamiento, durante el cual Gerula corta la cara de Sabinus, cegándolo. Andrada, una aristocrática mujer dacia que ha matado a un soldado romano, es devuelta al campo. Una vez más, Tiberio muestra clemencia. También intenta cortejar a Andrada, quien lo rechaza. Finalmente, después de un período de desconfianza, Tiberius se gana a Andrada y la pareja se casa. Tiberius le dice a Ciungu que tiene la intención de construir una ciudad y utilizar la tecnología romana para mejorar la vida de los dacios. Andrada da a luz a su primer hijo con Tiberius, un niño. Él muestra con orgullo el bebé a la comunidad, entre los vítores de romanos y dacios.

### Parte 2
Años más tarde, Tiberio convirtió el asentamiento en una ciudad romana. Trajano envía a un funcionario romano para declararlo legalmente municipio. Durante la ceremonia, el funcionario es asesinado por una flecha, disparada por uno de los hombres de Gerula. Sin embargo, la colonia prospera. El ciego Sabinus se convierte en el maestro de escuela local, instruyendo a los niños en la cultura romana. Andrada, sin embargo, también transmite la tradición dacia y las historias de la época prerromana a su hijo. El nieto de Decebalus ya ha crecido por completo, convirtiéndose en el nuevo rey potencial que Gerula quiere que sea. Gerula decide que es hora de lanzar la guerra de liberación contra los romanos y sus colaboradores. Un cargamento de oro extraído es atacado. Casi todos los que viajan con él, incluido Ciungu, mueren. Un hombre queda con vida para decirle a Tiberio que todos esos "traidores" serán asesinados. Tiberio está furioso. Organiza una reunión con Gerula y le dice que si los romanos y los dacios continúan atacándose unos a otros, solo debilitarán el país, haciéndolo listo para la invasión de los bárbaros del norte. Gerula reflexiona sobre esta posibilidad. Mientras lo hace, se encuentra con el hijo pequeño de Tiberius, que se ha alejado de la ciudad para explorar. Hablando con él, se da cuenta de que la herencia de Dacia aún vive en su nueva generación bajo el dominio romano.
Tal como predijo Tiberio, el jefe de los bárbaros del norte planea utilizar el desorden en Dacia para expandirse a su territorio. Se encuentra con Gerula y sugiere que se unan para expulsar a los romanos. Gerula decide que tal alianza solo reemplazaría a los invasores que trajeron la civilización, con invasores que traerán la barbarie. Convence al nieto de Decebalus para que ayude a los romanos. El cacique bárbaro lanza su ataque sobre la ciudad romana. Tiberio ha preparado sofisticadas defensas, pero la fuerza del ataque bárbaro amenaza con abrumar a los romanos hasta que los dacios libres acudan en su ayuda en un ataque de caballería. Tiberio envía la caballería romana para apoyarlos y los bárbaros son aplastados. Sin embargo, el nieto de Decebalus muere en la batalla. Devastado, Gerula se da cuenta de que su sueño de un reino dacio restaurado ha terminado. Cuando Tiberius se acerca al cuerpo del nieto de Decebalus, Gerula imagina que tiene la intención de decapitarlo, como hizo con su abuelo. Confundida y angustiada, Gerula ataca y mata a Tiberius.
El cuerpo de Tiberio es devuelto a la ciudad acompañado de una Gerula castigada. Como se lamenta Andrada, Gerula le dice al hijo del difunto que su padre fue un gran guerrero que luchó por su pueblo, y que debe crecer para defender el nuevo país que su padre ayudó a crear.

## Reparto
- Richard Johnson como Tiberius (voz en rumano por Mircea Albulescu)
- Antonella Lualdi como Andrada (voz en rumano por Valeria Gagealov)
- Ilarion Ciobanu como Gerula
- Amedeo Nazzari como Emperador Trajano (voz en rumano por Geo Barton)
- Ștefan Ciubotărașu como Ciungu
- Florin Piersic como Sabinus
- Amza Pellea como Decébalo
- Sidonia Manolache como Zia
- Emil Botta como Gran sacerdote
- Franco Interlenghi como Optimus
- Gheorghe Dinică como Bastus
- Constantin Bărbulescu como Marius Fortunatus
- Maria Cupcea como Prisosta, madre de Bastus
- Bogdan Untaru
- Nicolae Sireteanu
- Jean Lorin Florescu como Apollodorus

## Recepción
El estreno mundial de la película se llevó a cabo el 24 de octubre de 1968 en el Festival Internacional de Cine de San Francisco. El estreno de la versión alemana se llevó a cabo el 1 de noviembre de 1968 en Viena, mientras que el estreno de la versión rumana tuvo lugar el 18 de noviembre de 1968 en Bucarest.
Columna fue vista por 10.508.376 espectadores en los cines de Rumanía, como lo confirma un récord del número de espectadores desde la fecha de estreno rumana de la película hasta el 31/12/2007 compilado por el Centro Nacional de Cinematografía. Esto lo coloca en el séptimo lugar entre las películas rumanas más vistas de todos los tiempos.
Columna fue la presentación de Rumania al Oscar a la mejor película extranjera en 1969, pero no fue una de las nominadas en la competencia. La película recibió un Diploma of Merit International Film Festival en Adelaide, Australia.
 